# Гуанетидин
Октадин (Octadinum, b-(N-Азациклооктил)-этилгуанидина сульфат) — лекарственное средство группы симпатолитиков. Применяется для лечения артериальной гипертензии .

## Общая информация
Симпатолитическое действие октадина обусловлено тем, что он избирательно накапливается в гранулах симпатических нервных окончаний и вытесняет из них адренергический медиатор — норадреналин. Часть высвободившегося медиатора достигает постсинаптических a-адренорецепторов и оказывает кратковременное прессорное действие, однако основная часть медиатора подвергается разрушению под влиянием аксональной моноаминоксидазы. В результате истощения запасов норадреналина в адренергических окончаниях ослабляется или прекращается передача в них нервного возбуждения.
Нарушение передачи нервного возбуждения связано, кроме того, с тем, что, накапливаясь в нервных окончаниях, октадин оказывает на них местноанестезирующее действие. На сердечно-сосудистую систему октадин влияет двухфазно: вначале развивается транзиторная прессорная реакция с тахикардией и увеличением сердечного выброса, затем наступает прогрессирующее понижение систолического и диастолического АД, уменьшаются частота сердечных сокращений, минутный объём и пульсовое давление, а в дальнейшем (через 2—3 сут после перорального приёма) наступает стойкая гипотензия. Первоначальная прессорная реакция может продолжаться до нескольких часов. При длительном применении препарата гипотензивное действие может уменьшаться в связи с постепенным увеличением сердечного выброса.
Применяют октадин как антигипертензивное средство. Препарат оказывает сильное гипотензивное действие и при правильном подборе доз может вызывать понижение АД у больных гипертензией в разных стадиях, включая тяжёлые формы с высоким и стойким давлением.
Октадин эффективен при приёме внутрь. Всасывается медленно. Гипотензивный эффект при гипертонической болезни развивается постепенно; он начинает проявляться через 2—3 дня после начала приёма препарата, достигает максимума на 7—8-й день лечения, а после прекращения приёма продолжается ещё 4—14 дней. Препарат вызывает урежение сердечных сокращений, уменьшение венозного давления, а в ряде случаев и периферического сопротивления. В начале лечения возможно снижение фильтрационной функции почек и почечного кровотока, однако при дальнейшем лечении и стойком понижении АД эти показатели выравниваются (Н. А. Ратнер и др.).
Для лечения гипертонической болезни октадин назначают внутрь в виде таблеток. Дозы следует подбирать индивидуально в зависимости от стадии заболевания, общего состояния больного, переносимости препарата и т. п. Начинают с малой дозы — 0,01—0,0125 г (10—12,5 мг) 1 раз в день, затем дозу постепенно повышают (обычно еженедельно на 10—12,5 мг) до 0,05—0,075 г в день. Обычно достаточны меньшие дозы: в тяжёлых случаях до 60 мг в сутки, в более лёгких — 10—30 мг. Суточную дозу можно принять в 1 приём (утром). После достижения терапевтического эффекта подбирают индивидуально поддерживающую дозу. Лечение проводят длительно.
Лечение октадином предпочтительно начинать в стационаре. В поликлинических условиях препарат следует применять с осторожностью, при постоянном врачебном наблюдении. Необходимо учитывать возможность индивидуальных колебаний в чувствительности больных к октадину.
Больным пожилого и старческого возраста препарат назначают в меньших дозах, начиная с 6,25 мг (1/4 таблетки) 1 раз в сутки, затем постепенно повышая дозу на 6,25 мг до суточной дозы 25—50 мг.

## Побочное действие
Головокружение, общая слабость, адинамия, тошнота, рвота, набухание слизистой оболочки носа, боль в околоушной железе, понос (в связи с усилением перистальтики кишечника из-за подавления влияния симпатической иннервации), задержка жидкости тканями. Могут усилиться суточные колебания АД. Гипотензивное действие препарата часто сопровождается развитием ортостатической гипотензии, в некоторых случаях возможен ортостатический коллапс (особенно в первые недели лечения). Для предотвращения коллапса больные должны в течение 1,5—2 ч после приёма препарата находиться в горизонтальном положении и медленно переходить из положения лёжа в положение стоя; в ряде случаев необходимо уменьшить дозу.
До появления новых антигипертензивных средств (клофелин, b-адреноблокаторы и др.) октадин был одним из основных препаратов для лечения гипертонической болезни. Однако и сейчас он не утратил своего значения и находит применение, особенно при тяжёлых формах артериальной гипертензии. Препарат действует длительно. Побочные явления можно уменьшить, правильно подобрав дозы. Диарею можно облегчить приёмом холинолитических препаратов. Октадин можно назначать вместе с другими гипотензивными средствами (резерпин, апрессин, диуретики); одновременное применение с диуретиками усиливает гипотензивный эффект и предупреждает задержку жидкости в тканях. При комбинированном применении с другими препаратами дозу октадина уменьшают.

## Противопоказания
Резко выраженный атеросклероз, острые нарушения мозгового кровообращения, инфаркт миокарда, гипотензия, выраженная недостаточность функции почек. Нельзя назначать октадин при феохромоцитоме, так как в начале действия препарат может вызвать повышение АД. Не следует назначать октадин одновременно с трициклическими антидепрессантами: аминазином, эфедрином. У больных, получавших ингибиторы МАО, следует до приёма октадина сделать перерыв продолжительностью 2 нед. Больные, подлежащие хирургическому вмешательству, должны прекратить приём препарата за несколько дней до операции.
В офтальмологической практике октадин применяют иногда для закапывания в конъюнктивальный мешок (1—2 капли 5 % раствора 1—2 раза в день) при первичной открытоугольной глаукоме. Препарат вызывает умеренный миоз, облегчает отток водянистой влаги, уменьшает её продукцию и понижает внутриглазное давление. В отличие от холиномиметических веществ (пилокарпин и др.) октадин не влияет на аккомодацию; меньше нарушает остроту зрения и способность больных видеть при плохом освещении. У больных с закрытым и узким камерным углом, октадин не применяют, так как может наступить повышение офтальмотонуса. При острой глаукоме препарат не показан.

## Физические свойства
Белый кристаллический порошок горького вкуса. Мало растворим в воде.

## Форма выпуска
Формы выпуска: порошок; таблетки по 0,025 г (25 мг).